# Scipione Lentolo
Scipione Lentolo (ou Lentulo), né en novembre 1525 à Naples et mort le 28 janvier 1599 à Chiavenna, est un théologien, un polémiste et un grammairien italien. Pasteur de diverses paroisses, il est un des acteurs importants, sans être jamais au premier plan, de la consolidation de la réforme d'inspiration zwinglienne et calviniste. Il est l'un des premiers mémorialistes de l'église évangélique vaudoise.

## Autres activités
En 1594, Scipione Lentolo est identifié, sur les conseils de son fils Paolo Lentulo, médecin à Berne, par Henry Wotton comme membre potentiel du réseau d'informateurs que Robert Devereux entend mettre en place en Europe.

## Œuvres
- Histoire memorable, de la guerre faite par le Duc de Sauoye, Emanuel Philibert, contre ses subiectz des Vallées d’Angrogne, Perosse, S. Martin, & aultres vallées circonuoysines, pour compte de la Religion. Ensemble les articles & capitulations de l’accord proposé audit Seigneur par sesditz subiectz, au moys de Iuin 1561. Nouvellement traduit d’Italien en francois, 1561[2]
- Brevi risposte ad vn certo scritto, che Antonio Possevino ma[n]do à i fedeli, c'habitano ne le ualli di Lucerna, Angrogna, Peroscia, e S. Martino in Piemonte, Genève, Olivier Fordrin, 1564[3].

#### Ouvrages
- (it) Emanuele Fiume, Scipione Lentolo, 1525-1599 : "quotidie laborans evangelii causa", Turin, Claudiana, coll. « Collana della Società di studi valdesi », 2003, 304 p. (ISBN 88-7016-465-9, OCLC 496582190, SUDOC 07882480X).
- (en) Paul E. J. Hammer, The polarisation of elizabethan politics : The political career of Robert Devereux, 2nd Earl of Essex, 1585-1597, Cambridge, Cambridge University Press, coll. « Cambridge Studies in early bristish history », 1999, 446 p. (ISBN 0-521-43485-8, présentation en ligne).

#### Articles
- (en) Federico Zuliani, « Experiencing Chance: A Sixteenth-Century Italian Minister Studying the Bible in Chiavenna », Reformation & Renaissance Review, London, Taylor & Francis on behalf of The Society of Reformation Studies, vol. 19,‎ 2017, pp. 194-212 (ISSN 1743-1727, lire en ligne).